# Angels like You
Angels like You è un singolo della cantante statunitense Miley Cyrus, pubblicato il 13 marzo 2021 come terzo estratto dal settimo album in studio Plastic Hearts.

## Descrizione
Terza traccia del disco, Angels like You, descritta da Vulture come una power ballad, è stata scritta dalla medesima interprete con Ali Tamposi, Ryan Tedder, Andrew Wotman e Louis Bell, ed è stata prodotta da questi ultimi due.

## Video musicale
Il video musicale è stato reso disponibile attraverso il canale YouTube della cantante l'8 marzo 2021.
Diretto da Alana O'Herlihy e dalla stessa Miley Cyrus, che già avevano collaborato al video del predecessore Prisoner, il video contiene scene tratte dal concerto che la Cyrus ha eseguito durante la prima edizione del TikTok Tailgate, evento trasmesso in diretta dall'omonimo social network prima dell'annuale Super Bowl, esibendosi presso il Raymond James Stadium di Tampa al cospetto di 7 500 operatori sanitari statunitensi precedentemente vaccinati.

## Formazione
- Miley Cyrus – voce, cori
- Andrew Watt – chitarra, basso, pianoforte, batteria, percussioni, produzione
- Louis Bell – programmazione, tastiera, produzione, ingegneria del suono
- Will Malone – arrangiamento
- Paul LaMalfa – ingegneria del suono
- Ryan Carline – ingegneria del suono
- Andrew Dudman – ingegneria del suono
- Mark "Spike" Stent – missaggio
- Michael Freeman – assistenza al missaggio
- Geoff Swan – assistenza al missaggio
- Randy Merrill – mastering

## Classifiche
| Classifica (2020-23) | Posizione massima |
| -------------------- | ----------------- |
| Argentina            | 84                |
| Belgio (Fiandre)     | 51                |
| Canada               | 55                |
| Croazia              | 86                |
| Filippine            | 1                 |
| Indonesia            | 4                 |
| Irlanda              | 43                |
| Islanda              | 37                |
| Lituania             | 69                |
| Malaysia             | 2                 |
| Paesi Bassi          | 51                |
| Portogallo           | 71                |
| Regno Unito          | 66                |
| Singapore            | 12                |
| Slovacchia           | 93                |
| Stati Uniti          | 107               |
| Svizzera             | 91                |

## Date di pubblicazione
| Paese       | Data          | Formato                  | Nota   |
| ----------- | ------------- | ------------------------ | ------ |
| Regno Unito | 13 marzo 2021 | Adult contemporary radio | [ 9 ]  |
| Regno Unito | 20 marzo 2021 | Contemporary hit radio   | [ 21 ] |
| Italia      | 9 aprile 2021 | Contemporary hit radio   | [ 22 ] |